# Cawang (Lubuk Sandi)
Cawang is een bestuurslaag in het regentschap Seluma van de provincie Bengkulu, Indonesië. Cawang telt 377 inwoners (volkstelling 2010).